# Opel Ascona
Opel Ascona je avtomobil srednjega razreda, ki ga je med 1970 in 1988 izdeloval nemški proizvajalec avtomobilov Opel. Vzporedna coupe različica Opel Manta je bazirala na isti platformi ter imela enako podvozje, notranjost in motorje, a bolj 'športno' obliko karoserije.
Naslednik modela Ascona je Opel Vectra.

## Ascona A (1970-1975)
V jeseni 1970 je Opel predstavil popolnoma nov model Opel Ascona, z namenom, da bi zapolnil vrzel med manjšim Opel Kadettom in večjim Opel Rekordom. Na voljo je bil v dvovratni, štirivratni in trivratni Caravan (Voyage) različici.

Podvozje so sestavljala dvojna trikotna vodila spredaj in toga prema zadaj; pogon na zadnja kolesa. Vsi modeli so bili opremljeni s kolutnimi zavorami spredaj in bobnastimi zadaj; prav tako so imeli vsi modeli vakumski servo ojačevalnik zavor.

Menjalnik je bil 4-stopenjski ročni ali pa - za doplačilo - 3-stopenjski avtomatski. 
Paleta motorjev:
|                       | 1.2 S        | 1.6 N*             | 1.6 S*              | 1.9 S         |
| --------------------- | ------------ | ------------------ | ------------------- | ------------- |
| moč po DIN            | 60 PS (44kW) | 60/68 PS (44/50)kW | 75/80 PS (55/59) kW | 90 PS (66 kW) |
| gorivo (oktansko št.) | 98 oktanski  | 91 oktanski        | 98 oktanski         | 98 oktanski   |
| tip motorja           | 4-valjni OHV | 4-valjni CIH       | 4-valjni CIH        | 4-valjni CIH  |

* zaradi ostrejši ekoloških predpisov je bila moč pri poznejših modelih zmanjšana 

Nemški predelovalec oplovih vozil Steinmetz je izdelal omejeno serijo Ascone SR z 1.9 motorjem z dvema uplinjačema in 125PS (92kW) 

1975 je bilo nekaj dvovratnih modelov Ascone izvoženih v ZDA, označene so bile kot 'Opel 1900'. Zaradi tamkajšnjih ostrejših predpisov o izpušnih plinih so bili motorji opremljeni z Boschevim K-jetronic vbrizgom goriva, ki ni bil nikoli na voljo na verzijah za evropsko tržišče. 

Proizvodnja se je končala leta 1975, z nekaj manj kot 692,000 izdelanimi vozili.

## Ascona B (1975-1981)
Druga generacija Opel Ascone je bila predstavljena 1975. Na voljo je bila v dvo - in štirivratni obliki; tokrat brez karavanske različice. Vzporedno so predstavili tudi coupe verzijo Opel Manta B. 

Paketi dodatne opreme so se (poleg osnovnega) imenovali L, Luxus, Berlina, SR, J, JS, sport, i200, i2000, Exklusiv itd. 

Podvozje je bilo podobno, vendar širše kot pri Asconi A: dvojna trikotna vodila spredaj, toga prema zadaj, 

pogon na zadnji kolesni par. Pri nekaterih paketih opreme je bila za doplačilo na voljo tudi avtomatska zapora diferenciala.
Pri vseh modelih so zavore bile ojačane z vakuumskim servo ojačevalnikom; spredaj so bile kolutne in zadaj bobnaste .

Menjalnika sta bila 4-stopenjski ročni ali 3-stopenjski avtomatski (kot dodatna oprema); Ascona 400 pa je imela 5-stopenjski ročni ZF ali Getrag športni menjalnik.
Motorji so sprva bili enaki kot pri predhodnem modelu; vendar so jim kasneje dodali še nove: 2-litrski motorji so nadomestili 1.9 litrske, osnovne OHV motorje pa so nadomestili s popolnoma novimi 1.3 OHC motorji. 

1978 so dodali še 2.0 E motor z elektronskim sistemom vbrizgavanja goriva Bosch L-jetronic; ter 2.0-litrski diesel motor.
Septembra 1979 so bili izpeljani manjši kozmetični popravki, primerni svojemu času, kot so na primer plastični odbijači namesto kromiranih; ter nova maska hladilnika z večjimi režami. 

Takrat se je tudi pričela maloserijska proizvodnja rally različice Ascona 400. 

Motorji:
|                       | 1.2 N         | 1.2 S         | 1.3 N         | 1.3 S         | 1.6 N         | 1.6 S         | 1.9 N         | 1.9 S         | 2.0 N         | 2.0 S          | 2.0 E          | 2.0 D         | 2.4 i             |
| --------------------- | ------------- | ------------- | ------------- | ------------- | ------------- | ------------- | ------------- | ------------- | ------------- | -------------- | -------------- | ------------- | ----------------- |
| moč po DIN            | 55 PS (40 kW) | 60 PS (44 kW) | 60 PS (44 kW) | 75 PS (55 kW) | 60 PS (44 kW) | 75 PS (55 kW) | 75 PS (55 kW) | 90 PS (66 kW) | 90 PS (66 kW) | 100 PS (74 kW) | 110 PS (81 kW) | 58 PS (43 kW) | 144 PS (106 kW)   |
| gorivo (oktansko št.) | 91 oktanski   | 98 oktanski   | 91 oktanski   | 98 oktanski   | 91 oktanski   | 98 oktanski   | 91 oktanski   | 98 oktanski   | 91 oktanski   | 98 oktanski    | 98 oktanski    | diesel        | 98 oktanski       |
| tip motorja           | 4-valjni OHV  | 4-valjni OHV  | 4-valjni OHC  | 4-valjni OHC  | 4-valjni CIH  | 4-valjni CIH  | 4-valjni CIH  | 4-valjni CIH  | 4-valjni CIH  | 4-valjni CIH   | 4-valjni CIH   | 4-valjni CIH  | 4-valjni CIH 16 V |

Opomba: podatki veljajo za nemško tržišče; nekateri modeli za izvoz imajo ca. 4 kW nižjo moč. 

Ascona za britansko tržišče je imela sprednji del sposojen od Mante B (značilno klinasto obliko je izdelal ameriški oblikovalec Wayne Cherry). V Veliki Britaniji je nosila oznako Vauxhall Cavalier.

Skupno je bilo narejenih več kot 1.2 milijona primerkov. 

Proizvodnja se je končala avgusta 1981.

### Ascona B i400
Walther Röhrl je leta 1982 z Opel Ascono B 400 osvojil svetovno prvenstvo v rallyju. Ta zmaga je bila precej odmevna, saj je z avtomobilom na zadnji pogon uspel premagati precej močnejšo konkurenco s štirikolesnim pogonom. To je bila tudi zadnja zmaga avtomobila z zadnjim pogonom na svetovnem prvenstvu v rallyju v zgodovini.
Ascona 400 je bila (poleg Mante 400) razvita v sodelovanju s podjetjema Irmscher in Cosworth. 

Irmscher je  oblikoval notranjost in zunanjost. Vrata ter pokrova prtljažnika in motorja sta bila narejena iz lahkih materialov;
Cosworth pa je razvil 16 - ventilsko 'crossflow' glavo z dvojno odmično gredjo. Opel je za osnovo vzel 2-litrski blok motorja (s povečanim premerom valjev) in glavno gred od 2.3 litrskega diesel motorja.

Rezultat je bil 2.4 litrski motor, ki je v 'civilni' različici z Boschevim sistemom vbrigavanja goriva dosegel 144 PS; 

v dirkalni različici pa približno 230 PS, le-to pa se je dalo predelati na več kot 340 PS, in to brez prisilnega polnjenja (turbine ali kompresorja).

## Ascona C (1982-1988)
Proizvodnja Ascone C se je pričela avgusta 1981. To je bil Oplov drugi model s pogonom na prednji kolesi (prvi je bil Opel Kadett D iz 1979). Izdelovali so ga v Russesheimu (Nemčija), Antwerpnu (Belgija) in v Lutonu (Angilja). 

Tokrat ni bilo vzporednega modela Manta C, ampak so nadaljevali s proizvodnjo Mante B do 1988. Ascona C je bila na voljo kot dvo-, štiri-, ali petvratna limuzina (ponekod označena kot CC ali 'hatchback'). Od 1983 je bil na voljo tudi kabriolet. 

Konec 1981 je dobila nagrado 'zlati volan' in bila nabolje prodajan avto v Zahodni Nemčiji.

Vsi motorji so bili tipa OHC, odmična gred je bila gnana preko zobatega jermena. Dizelski motor je bil zasnovan pri Isuzuju. Paleta motorjev se je pričela z osnovnim 1.3 N (znanim še iz ascona B) in kočala pri športnem modelu GTE s 130 PS.

Pri večjih bencinskih motorjih je od 1986 bil na voljo tudi katalizator.
Motorji:
|            | 1.3 N        | 1.3 S        | 1.6 N        | 1.6 E        | 1.6 S              | 1.8 N        | 1.8 E                | 2.0 E                | 2.0 GT        | 1.6 D        |
| ---------- | ------------ | ------------ | ------------ | ------------ | ------------------ | ------------ | -------------------- | -------------------- | ------------- | ------------ |
| moč po DIN | 60 PS (44kW) | 75 PS (55kW) | 75 PS (55kW) | 75 PS (55kW) | 82/90 PS (60/66kW) | 84 PS (62kW) | 100/115 PS (74/85kW) | 100/115 PS (74/85kW) | 130 PS (96kW) | 54 PS (40kW) |

Menjalniki so bili 4-stopenjski ročni (5-stopenjski pri močnejših motorjih) oziroma 3-stopenjski avtomatski (razen za 1.3 N).
Paketi opreme so se sprva imenovali (poleg osnovnega): L, Berlina, SR in CD. Leta 1984 so se preimenovali: LS (osnovna oprema), GL, GLS in GT. 

Za doplačilo so že bili na voljo tudi servo volan, električni pomik stekel in ogledal, potovalni računalnik, centralno zaklepanje, ogrevana ogledala in pri SR ter 1.8E motorjih tudi športno podvozje. 

1984 je doživela prvo pomladitev: drugačno prednjo masko, novo osrednjo konzolo in še nekaj manj vidnih detajlov.

1986 je sledila še druga osvežitev z novo masko v barvi vozila, prozornimi smerokazi spredaj, temnejšimi lučmi zadaj ter sprednjim spojlerjem. Model GT je imel od tedaj spojlerja spredaj in zadaj. 

1987 so dodali še dva nova motorja: 1.6i (75 PS/ 55kW) in 2.0i - slednji je bil na voljo s katalizatorjem in 115 PS (85 kW), ali brez katalizatorja in s 130 PS (96 kW). 

Avgusta 1988 so prenehali s proizvodnjo ascone C, ki jo je nasledila Opel Vectra A.